# کالبرت اولسن
کالبرت لوی اولسن (انگلیسی: Culbert Levy Olson؛ ۷ نوامبر ۱۸۷۶ – ۱۳ آوریل ۱۹۶۲) یک وکیل، و سیاست‌مدار دموکرات اهل ایالات متحده آمریکا بود. اولسن در فاصله سال‌های ۱۹۳۹-۱۹۴۳ بیست و نهمین فرماندار ایالت کالیفرنیا بود
اولسن در ۷ نوامبر ۱۸۷۶ در فیلمور، یوتا به دنیا آمد و در ۱۳ آوریل ۱۹۶۲ در سن ۸۵ سال سالگی در لس آنجلس، کالیفرنیا درگذشت و در گورستان «فارست لاون مموریال پارک» به خاک سپرده شد